# Juozas Mickevičius (Pädagoge)
Juozas Mickevičius (* 12. Juni 1907 in Trupelis, Rajongemeinde Jonava; † 22. November 1974 in Vilnius) war ein litauischer Bildungs- und Erziehungswissenschaftler und Rektor an der Litauischen Universität für Bildungswissenschaften.

## Leben
Von 1924 bis 1927 arbeitete er als Arbeiter in der Druckerei in Marijampolė. Von 1928 bis 1929 studierte er in  Moskau und von 1930 bis 1931 an der Lenin-Schule.
Ab 1930 war er Mitglied der Kommunistischen Partei Litauens und ab 1940 der KPdSU. 
1948 absolvierte er das Studium an der Parteihochschule der KPdSU in Moskau. Von 1946 bis 1949 und ab 1953 lehrte er an der Litauischen Universität für Bildungswissenschaften. Von 1955 bis 1960 war er Institutsrektor und ab 1958 Dozent.